# 胡衡华
胡衡华（1963年6月—），中华人民共和国政治人物，生于湖南省衡南县。西安冶金建筑学院自动化专业毕业，湖南大学工商管理学院工商管理专业同等学力学习，工商管理硕士学位。现任中共重庆市委副書記、重庆市人民政府市长。

## 生平
毕业于西安冶金建筑学院工业自动化专业，获工学学士学位。1983年7月参加工作，1985年6月加入中国共产党。
1983年7月，任衡阳钢管厂100车间技术员、副工段长、工段长。1990年12月，任100车间副主任、76车间副主任。1996年6月，任108车间主任。1996年12月，任厂长助理、连轧车间主任。1997年11月，任副厂长。1998年10月，任衡阳钢管（集团）有限公司副总经理。1999年8月，任衡阳钢管（集团）有限公司执行董事（法人代表）、总经理（1998年7月－2001年12月，在湖南大学工商管理学院工商管理专业同等学力学习，获工商管理硕士学位）。
2005年7月，任湖南省经济委员会主任、党组书记。2008年3月，任中共益阳市委副书记、市人民政府代市长（2009年1月当选市长）。2011年1月，任湖南省发展和改革委员会主任、党组书记。
2013年12月，任中共长沙市委副书记、代市长（2014年1月当选市长）。2015年11月，兼任湖南湘江新区党工委书记。2016年11月，升任中共湖南省委常委、湖南省人民政府国有资产监督管理委员会党委书记。2017年7月，改任中共长沙市委書記，不再兼任省國資委黨委書記。
2020年10月，胡衡华首次跨省履新，任中共陕西省委副书记。
2021年12月，胡衡华二度跨省履新，任中共重庆市委副书记，重庆市人民政府副市长、代理市长。12月30日，重庆市第5届人大常委会第30次会议决定，接受唐良智辞去重庆市人民政府市长职务，任命胡衡华为重庆市人民政府副市长、代理市长。2022年1月21日，当选重庆市市长。
2023年5月21日。经中共中央批准，中央纪委国家监委对第二十届中央委员、重庆市委副书记、市长胡衡华在湖南长沙“4·29”特别重大居民自建房倒塌事故中的失职失责问题进行了立案审查调查。遭到黨內警告處分。